# Syntormon frivolum
Syntormon frivolum är en tvåvingeart som beskrevs av Becker 1922. Syntormon frivolum ingår i släktet Syntormon och familjen styltflugor. Inga underarter finns listade i Catalogue of Life.